# 김용환 (1958년)
김용환(金容煥, 1958년 9월 29일 ~ )은 대한민국의 제4대 문화체육관광부 제2차관을 역임한 공무원이다.

## 학력
- 대신고등학교 졸업
- 서울대학교 무역학 학사
- AIT 도시개발학 석사
- 컬럼비아 대학교 국제통상법과정 수료

## 경력
- 1981 : 제25회 행정고시 합격
- 경제기획원 대외경제조정실, 경제기회국, 예산실 사무관
- 기획예산처 정보화담당관
- 2001 : 기획예산처 교육문화예산과 과장
- 2002 : 기획예산처 재정개혁국 재정개혁2과장
- 주미 한국대사관 기획예산관
- 2007 : 기획예산처 재정정책기획관
- 2007 : 기획예산처 성과관리본부 본부장
- 2008 : 기획재정부 경제예산심의관
- 2009 ~ 2010 : 기획재정부 예산총괄심의관
- 2010 : 청와대 국정과제제1비서관
- 2012.01 ~ 2013.03 : 제38대 문화체육관광부 제2차관
- 2013 ~ 2015 : 서울대학교 의과대학 초빙교수
- 2013 : 한국언론인공제회 이사
- 2016.03 ~ 2018.03 : 신용보증기금 사외이사
- 2016.06 ~ 2018.03 : 호텔롯데 사외이사
- 2016.09 : 스페셜올림픽코리아 수석부회장
- 2017.05 ~ : 한국특허전략개발원 사외이사
- 2018.03 : 제11대 한국무역정보통신 대표이사 사장
- 인천국제공항공사 비상임이사

| 전임 박선규 | 제4대 문화체육관광부 제2차관 2012년 1월 9일 ~ 2013년 3월 13일 | 후임 박종길 |